# 119-й гвардейский парашютно-десантный полк
119-й гвардейский парашютно-десантный ордена Александра Невского полк — тактическое формирование воздушно-десантных войск Советского Союза и Российской Федерации.
Условное наименование — Войсковая часть № 59236 (в/ч 59236). Сокращённое наименование — 109 гв. пдп.

## Организационные этапы существования полка
Полк был сформирован в 1942 году.
Расформирован 9 апреля 2005 года. 16 июля того же года состоялась передача знамени полка 45-му отдельному разведывательному полку Воздушно-десантных войск.
Воссоздан в мае 2023 года в составе 106-й Тульской дивизии ВДВ.

## Участие в боевых действиях
Военнослужащие полка участвовали в подавлении мятежа в Венгрии. 1 ноября 1956 года по тревоге был поднят 108-й гв. пдп, стоявший в г. Каунас, который доукомплектовали гвардейцами 119-го полка. 3 ноября 108-й гв. пдп посадочным способом десантировался на аэродром Текель, захватил и вывел из строя 6 зенитных батарей, а затем перешёл к обороне аэродрома. 4 ноября личный состав сводного полка вошёл в Будапешт. В ходе уличных боёв к 7 ноября боевая задача была выполнена, и восстание в городе подавлено.
В числе других войск полк принимал участие во вводе советских войск в Чехословакию в 1968 году.
Разделял противоборствующие стороны в межнациональных конфликтах в Азербайджанской ССР.
Входил в состав войск, задействованных в событиях в Москве в 1993 году.
С 1994 по 1996 год полк принимал участие в восстановлении конституционного порядка в Чеченской Республике.
В 1999 году участвовал в боевых действиях в Республике Дагестан. В дальнейшем, с небольшими перерывами, находился в Чеченской Республике для выполнения ответственных заданий командования. Последние подразделения полка выведены из региона только в 2004 году.

## Выполнение других задач командования
В сентябре 1981 полк принимал участие в манёврах «Запад-81».
В сентябре 1984 полк принимал участие в манёврах «Щит-84» на территории Чехословакии.
В 1988—1989 годах полк принимал участие в подавлении политической оппозиции Азербайджанской ССР в Баку, которым предшествовали армянские погромы. В результате событий в Баку, известных как «Чёрный январь» погибло более сотни граждан.
В 1990 принимал участие в манёврах «Запад-90».
В октябре 1993 полк принимал участие в штурме Дома Советов. Близость расположения полка к Москве и высокий уровень подготовки десантников обусловливало постоянное привлечение гвардейцев для выполнения всевозможных ответственных и нетипичных задач.
Летом 1995 полк выполнял задачу по охране ряда важных объектов в Москве.
В декабре 2004 на базе полка был успешно проведён командно-штабной сбор руководящего состава ВДВ. В период подготовки к проведению сбора были проведены беспрецедентные ремонтно-восстановительные работы в парке и в военном городке.
В мае 2005 полк выполнял задачу по охране подступов к аэропорту «Домодедово».
В соответствии с директивой начальника Генерального штаба ВС РФ № 16 от 09 апреля 2005 года, 119-й гвардейский парашютно-десантный ордена Александра Невского полк был расформирован. Процессом расформирования руководил командир полка гвардии полковник С. Н. Волык и заместитель командира полка гвардии подполковник И. Каплий.
16 июля 2005 года произошла торжественная передача знамени 119-го гвардейского парашютно-десантного ордена Александра Невского полка 45-му отдельному разведывательному полку Воздушно-десантных войск.

## Состав полка на 2005 год
- управление полка
- три (1-й, 2-й, 3-й) парашютно-десантных батальона:

управление батальона (зенитный ракетный взвод, взвод связи, взвод обеспечения, взвод десантного обеспечения)
три парашютно-десантных роты (по три парашютно-десантных взвода)
- самоходно-артиллерийский дивизион (всего 14 САУ 2С9 «Нона-С»):

управление дивизиона
три самоходно-артиллерийских батареи (по 4 120-мм САУ 2С9 «Нона-С»)
- противотанковая батарея
- зенитная ракетно-артиллерийская батарея (ЗУ-23 и ПЗРК)
- разведывательная рота
- рота связи
- инженерно-сапёрная рота
- рота десантного обеспечения
- медицинская рота
- ремонтная рота
- рота материального обеспечения
- взвод радиационно-химической разведки
- комендантский взвод
- оркестр
- клуб

## Боевые отличия
- Орден Александра Невского
Семнадцати военнослужащим полка присвоено высокое звание Героя Российской Федерации
(октябрь 1993)
гв. полковник Игнатов, Николай Иванович
гв. подполковник Беляев, Николай Александрович
гв. старший лейтенант Красников, Константин Кириллович (посмертно)
гв. рядовой Коровушкин, Роман Сергеевич (посмертно)
гв. капитан Смирнов, Сергей Олегович (посмертно)
гв. ефрейтор Хихин, Сергей Анатольевич (посмертно)
гв. рядовой Панов, Владислав Викторович (посмертно)
(сентябрь 1999)
гв. полковник Полянский, Валентин Валентинович
гв. майор Цветов, Юрий Викторович
гв. майор Иванов, Андрей Юрьевич
гв. младший сержант Богатиков, Сергей Николаевич
гв. подполковник Милютин, Игорь Александрович
гв. капитан Талабаев, Виталий Викторович (посмертно)
гв. старший сержант Зуев, Денис Сергеевич (посмертно)
гв. капитан Орлов, Сергей Николаевич (посмертно)
гв. сержант Курбангалеев, Артур Ришатович (посмертно)
гв. лейтенант Сарычев, Игорь Владимирович (посмертно)

## Командиры полка
- 1948—1950 — гв. майор Чадунели Платон Николаевич
- 1950—1952 — гв. подполковник Чепурной Антон Романович
- 1950—1974 — гв. подполковник Довбня Григорий Авдеевич
- 1952—1957 — гв. полковник Балацкий Иван Миронович
- 1957—1958 — гв. полковник Вербовиков Михаил Еремеевич
- 1958—1961 — гв. подполковник Ушаков Евстафий Александрович
- 1961—1965 — гв. полковник Виноградов Александр Матвеевич
- 1965—1966 — гв. полковник Кузнецов Николай Николаевич
- 1966—1970 — гв. подполковник Минигулов Шарип Хабеевич
- 1970—1973 — гв. подполковник Ковенев Юрий Фёдорович
- 1973—1974 — гв. подполковник Рзаев Дадаш Гарибович
- 1974—1976 — гв. подполковник Алейник Александр Павлович
- 1976—1979 — гв. подполковник Бахтин Николай Алексеевич
- 1979—1980 — гв. полковник Мальцев Юрий Иванович
- 1980—1983 — гв. подполковник Кевроликин Александр Николаевич
- 1983—1984 — гв. подполковник Сыромятников Виктор Дмитриевич
- 1984—1985 — гв. подполковник Золотухин Михаил Максимович
- 1985—1989 — гв. подполковник Алиев Али Мамедович
- 1989—1991 — гв. полковник Гладышев Владимир Петрович
- 1991—1993 — гв. полковник Дегтев Александр Алексеевич
- 1993—1995 — гв. полковник Игнатов Николай Иванович
- 1995—1997 — гв. подполковник Глебов Владимир Иванович
- 1997—2000 — гв. полковник Полянский Валентин Валентинович
- 2000—2001 — гв. полковник Никульников Николай Сергеевич
- 2001—2003 — гв. полковник Лебедев Андрей Владимирович
- 2003—2005 — гв. полковник Волык Сергей Николаевич

## Известные люди, служившие в полку
- Прусаков, Геннадий Анатольевич (Герой Российской Федерации)
- Шуляк, Станислав Николаевич (генерал-лейтенант, командующий Внутренними войсками МВД Украины 2012—2014 гг.)
- Андрей Черкасов (ведущий, участник телепроекта «Дом-2»)